# Quiwe Baarsen
Quiwe Baarsen, död 1627, var en kustsame (sjösame) som avrättades för häxeri i Norge. Han är en av de 26 samer som anklagades för häxeri i norska Finnmark fylke på 1600-talet. 
Baarsen var nåjd och bosatt i Aarøya. Han ställdes i maj 1627 inför rätta i Hasvåg anklagad för att ha framkallat seglarvind åt Niels Jonsen 1625. Baarsen sade att Jonsen hade bett honom göra vind för att segla till Hasvåg, och han hade smort in fötterna med vatten och gjort detta. En av Jonsens sjömäns fruar hade sen bett honom göra om det, och han hade gjort det genom att slänga en gris i havet, men vinden blev för stark och båten förliste. Han förnekade dock att han brukade magi genom att trolltrumma, men medgav att han hade lärt sig att göra det. Han medgav att han ofta gjorde vind åt folk. Fogden dömde honom 11 maj 1627 skyldig till att ha dränkt fem personer genom att trolla fram storm. Han brändes på bål.     